# Echeveria patriotica
Echeveria patriotica är en fetbladsväxtart som beskrevs av I.García och Perez-calix. Echeveria patriotica ingår i släktet Echeveria och familjen fetbladsväxter. Inga underarter finns listade i Catalogue of Life.